# Acacia lanceolata
Acacia lanceolata é uma espécie de leguminosa do gênero Acacia, pertencente à família Fabaceae.